# Hoplosmia hermonensis
Hoplosmia hermonensis är en biart som beskrevs av Borek Tkalcu 1992. Hoplosmia hermonensis ingår i släktet taggmurarbin och familjen buksamlarbin. Inga underarter finns listade i Catalogue of Life.